# Claudia Hollingsworth
Claudia Hollingsworth (Melbourne, 12 aprile 2005) è una mezzofondista australiana.

## Biografia
Ha iniziato a praticare l'atletica leggera in quarta elementare dopo aver praticato il football australiano.
Nel 2024 arriva alle semifinali negli 800 metri piani ai Giochi olimpici di Parigi 2024.

## Record nazionali
Juniores
- 800 m piani: 1'58"40 ( Adelaide 14 aprile 2024)
- 1500 m piani: 4'02"80 ( Melbourne 4 aprile 2024)

## Progressione

### 800 metri piani
| Stagione | Misura  | Luogo     | Data       | Rank. Mond. |
| -------- | ------- | --------- | ---------- | ----------- |
| 2024     | 1'58"40 | Adelaide  | 14-4-2024  |             |
| 2023     | 2'04"26 | Brisbane  | 31-5-2023  |             |
| 2022     | 2'02"34 | Sydney    | 12-3-2022  |             |
| 2021     | 2'01"60 | Brisbane  | 27-3-2021  |             |
| 2020     | 2'05"75 | Melbourne | 22-12-2020 |             |

### 1500 metri piani
| Stagione | Misura  | Luogo     | Data       | Rank. Mond. |
| -------- | ------- | --------- | ---------- | ----------- |
| 2024     | 4'02"96 | Melbourne | 4-4-2024   |             |
| 2023     | 4'07"69 | Melbourne | 16-3-2023  |             |
| 2022     | 4'10"61 | Brisbane  | 9-4-2022   |             |
| 2019     | 4'35"42 | Melbourne | 28-11-2019 |             |

## Palmarès
| Anno | Manifestazione       | Sede   | Evento       | Risultato  | Prestazione | Note                  |
| ---- | -------------------- | ------ | ------------ | ---------- | ----------- | --------------------- |
| 2022 | Campionati oceaniani | Mackay | 800 m piani  | Argento    | 2'04"79     |                       |
| 2022 | Campionati oceaniani | Mackay | 1500 m piani | Oro        | 4'12"33     | Record dei campionati |
| 2022 | Mondiali             | Eugene | 800 m piani  | Batteria   | 2'04"11     |                       |
| 2022 | Mondiali U20         | Cali   | 800 m piani  | Semifinale | dq          |                       |
| 2024 | Giochi olimpici      | Parigi | 800 m piani  | Semifinale | 2'01"51     | [ 2 ] [ 3 ]           |
| 2024 | Mondiali U20         | Lima   | 800 m piani  | Argento    | 2'00"87     |                       |

## Campionati nazionali
- 1 volta campionessa australiana assoluta degli 800 m piani (2024)

2021
- Bronzo ai campionati australiani assoluti (Sydney), 800 m piani - 2'01"75

2022
- Argento ai campionati australiani assoluti (Sydney), 800 m piani - 2'02"98

2024
- Oro ai campionati australiani assoluti (Adelaide), 800 m piani - 1'58"40